# 塞西尔狸藻
塞西尔狸藻（学名：Utricularia cecilii）為狸藻屬一年生小型食虫植物。其种加词“cecilii”来源于印度植物采集者法德·塞西尔·萨尔达尼亚·S·J（Father Cecil Saldanha S. J.），他于1981年将塞西尔狸藻呈交给了彼得·泰勒。塞西尔为印度卡纳塔克邦门格洛尔的特有种。其陆生于红土层上浅层的潮湿土壤中。花期为8月至9月。1984年，彼得·泰勒最先描述了塞西尔狸藻。